# Base aérienne projetée
Pour les articles homonymes, voir BAP (homonymie).
Une base aérienne projetée ou BAP est une base aérienne temporaire de l'Armée de l'air française créée — généralement en dehors du territoire français — pour permettre l'accomplissement d'une mission particulière. Le lieu d'implantation est généralement un aérodrome, un aéroport ou une base aérienne étrangère qui dispose donc déjà d'un minimum d'infrastructures aéronautiques (pistes, tarmac, hangars), et où l'Armée de l'air implante les services et les installations nécessaires mais le scénario dans lequel il faut tout construire en partant de zéro existe également. Ce site — ou la partie du site occupée par les forces armées françaises — devient une base aérienne française pendant la durée de la mission. L'Armée de l'air définit la BAP comme : « le système de combat et le pion tactique élémentaire de la composante aérienne ».
Une base aérienne projetée, qui est donc une organisation beaucoup plus lourde qu'un simple détachement , reste toutefois une structure temporaire, contrairement aux bases mises en place dans des pays alliés à la suite de la signature d'accords de défense. Ainsi par exemple, certains des avions français supportant l'opération Chammal effectuent leurs missions à partir de la BAP implantée sur la base aérienne Prince-Hassan en Jordanie; d'autres opèrent à partir de la base aérienne 104 Al Dhafra aux Émirats arabes unis. 
Le livre blanc 2013 de la défense prévoit la capacité de déployer deux bases aériennes projetées. En 2016, le dispositif réalisé est de trois BAP. 

## Perspective historique
La mise en œuvre d'aéronefs militaires à partir de bases différentes de leur base d'origine peut être rendue nécessaire par la vulnérabilité — voire la neutralisation — de ces dernières mais surtout par leur éloignement de la zone des opérations. Cet éloignement peut lui-même être dû à la géographie ou encore à l'évolution de la situation tactique (scénario couramment rencontré pendant la Seconde Guerre mondiale, lorsque l'avancée rapide des armées imposait des changements fréquents de terrains).
Aux problèmes de distance peuvent s'ajouter des contraintes d'ordre diplomatique liées à l'autorisation d'utiliser — ou simplement de survoler — un territoire. Les porte-aéronefs permettent à quelques rares nations de pallier - au moins en partie - ces difficultés, mais uniquement pour certains théâtres d'opérations et ce moyen, quand il est disponible, n'est pas toujours suffisant.   
Par ailleurs, alors que la plupart des avions de la Première Guerre mondiale et, dans une moindre mesure de la deuxième, pouvaient décoller et atterrir à partir de simples prairies, les avions actuels exigent quasi-systématiquement des pistes « en dur » de longueur importante. Et même si, en théorie, les avions à décollage court ou vertical s'affranchissent de cette contrainte, leur mise en œuvre efficace dans la durée est tellement gourmande en ressources (munitions, carburant et autres fluides, pièces détachées, équipements de test ou de surveillance, personnel de mise en œuvre et de protection) que, dans la pratique, la proximité d'un aéroport reste impérative.
La capacité d'implanter rapidement une base aérienne capable d'assurer de manière autonome la planification puis la conduite de l'ensemble de ses missions sur un théâtre d'opération est donc essentielle pour une armée de l'air moderne.

## Création d'une base aérienne projetée
Le terme « base aérienne » est créé officiellement en France par un règlement de 1932 qui regroupe sur le même site des unités aériennes et les moyens techniques ou administratifs nécessaires à leur mise en œuvre.
Les moyens mise en œuvre pour créer la BAP dépendent donc du scénario d'implantation : site déjà doté d'infrastructures aéronautiques ou non. 
La réalisation est ensuite confiée à l'Escadre aérienne d'appui aux opérations (EAAO) de Bordeaux Mérignac, en coopération avec diverses unités d’appui au déploiement (25e régiment du génie de l'air, groupement aérien des installations aéronautiques, escadre aérienne de commandement et de conduite projetable).
Cette capacité est validée chaque année, par l'un des escadrons d’infrastructure en opérations (EIO) de l'EAAO au cours d'un exercice majeur nommé Sougex.
Le résultat est la réalisation d'une base opérationnelle permettant aux militaires engagés non seulement de planifier et de préparer les missions, de les réaliser et d'armer, de ravitailler, d'entretenir et de réparer les appareils, mais également de gérer l'ensemble des besoins des personnels déployés et notamment de les protéger, de les nourrir et de les soigner.